# Artimet
Artimet (en arménien Արտիմետ ; anciennement Ali-Begli puis Artabekian) est une communauté rurale du marz d'Armavir, en Arménie. Elle compte 2 126 habitants en 2009.